# Fosse no 13 bis des mines de Lens
La fosse no 13 bis dite Saint-Félix ou Félix Bollaert de la Compagnie des mines de Lens est un ancien charbonnage du Bassin minier du Nord-Pas-de-Calais, situé à Bénifontaine. Le puits d'aérage est commencé en 1908 ou 11 septembre 1909, peu après la mise en extraction de la fosse no 13. Un terril no 67, 13 bis de Lens, est édifié sur la partie nord du carreau avec les déblais du puits. La fosse no 13 bis commence à aérer en 1910. Elle est détruite durant la Première Guerre mondiale.
La Compagnie des mines de Lens est nationalisée en 1946, et intègre le Groupe de Lens. En 1952, ce dernier fusionne avec le Groupe de Liévin pour former le Groupe de Lens-Liévin. Trois maisons de deux logements sont bâties près du carreau. La fosse no 13 bis assure le retour d'air de la fosse no 18 - 18 bis de 1954, jusqu'à son remblaiement en 1958. Les installations sont conservées.
Au début du XXIe siècle, Charbonnages de France matérialise la tête de puits no 13 bis. Les habitations ont été conservées, et le terril est entièrement boisé. Les installations de la fosse no 13 bis ont été inscrites aux monuments historiques le 23 octobre 2009. La fosse no 13 bis a été inscrite le 30 juin 2012 sur la liste du patrimoine mondial de l'Unesco.

## La fosse

### Fonçage
La fosse d'aérage no 13 bis est commencée en 1908 ou le 11 septembre 1909 à 1 663 mètres au sud-sud-est de la fosse no 13, entrée en exploitation le 13 novembre 1908.
La fosse est baptisée Saint-Félix en l'honneur de Félix Bollaert.

### Exploitation
La fosse no 13 bis entre en service en 1910. Elle est détruite durant la Première Guerre mondiale. Elle est ensuite reconstruite avec une structure en béton armé avec des remplissages en briques et un nouveau chevalement.
La Compagnie des mines de Lens est nationalisée en 1946, et intègre le Groupe de Lens. En 1952, ce dernier fusionne avec le Groupe de Liévin pour former le Groupe de Lens-Liévin. La fosse no 13 bis assure le retour d'air de la fosse no 18 - 18 bis du Groupe de Lens à partir de 1954. Cette dernière est sise à Hulluch à 1 476 mètres au nord-ouest. Le puits no 13 bis, profond de 331 mètres, est remblayé en 1958.

### Reconversion
Au début du XXIe siècle, Charbonnages de France matérialise la tête de puits. Le BRGM y effectue des inspections chaque année. Les installations ont été conservées.
Le chevalement de la fosse no 13 bis avec son bâtiment, en totalité, fait l’objet d’une inscription au titre des monuments historiques depuis le 23 octobre 2009. La fosse no 13 bis fait partie des 353 éléments répartis sur 109 sites qui ont été inscrits le 30 juin 2012 sur la liste patrimoine mondial de l'Unesco. Elle constitue le site no 63.

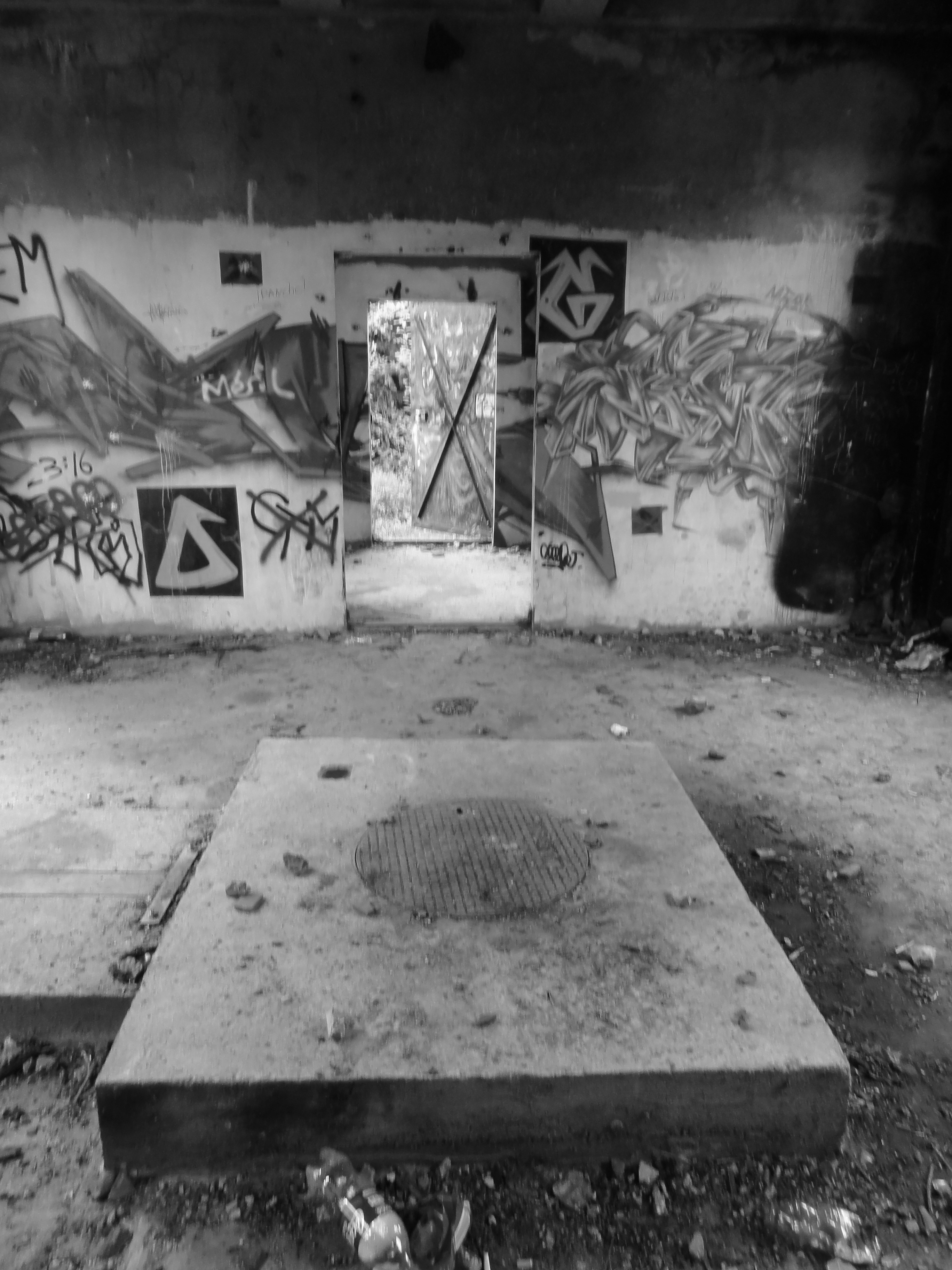
Le puits dans son environnement.
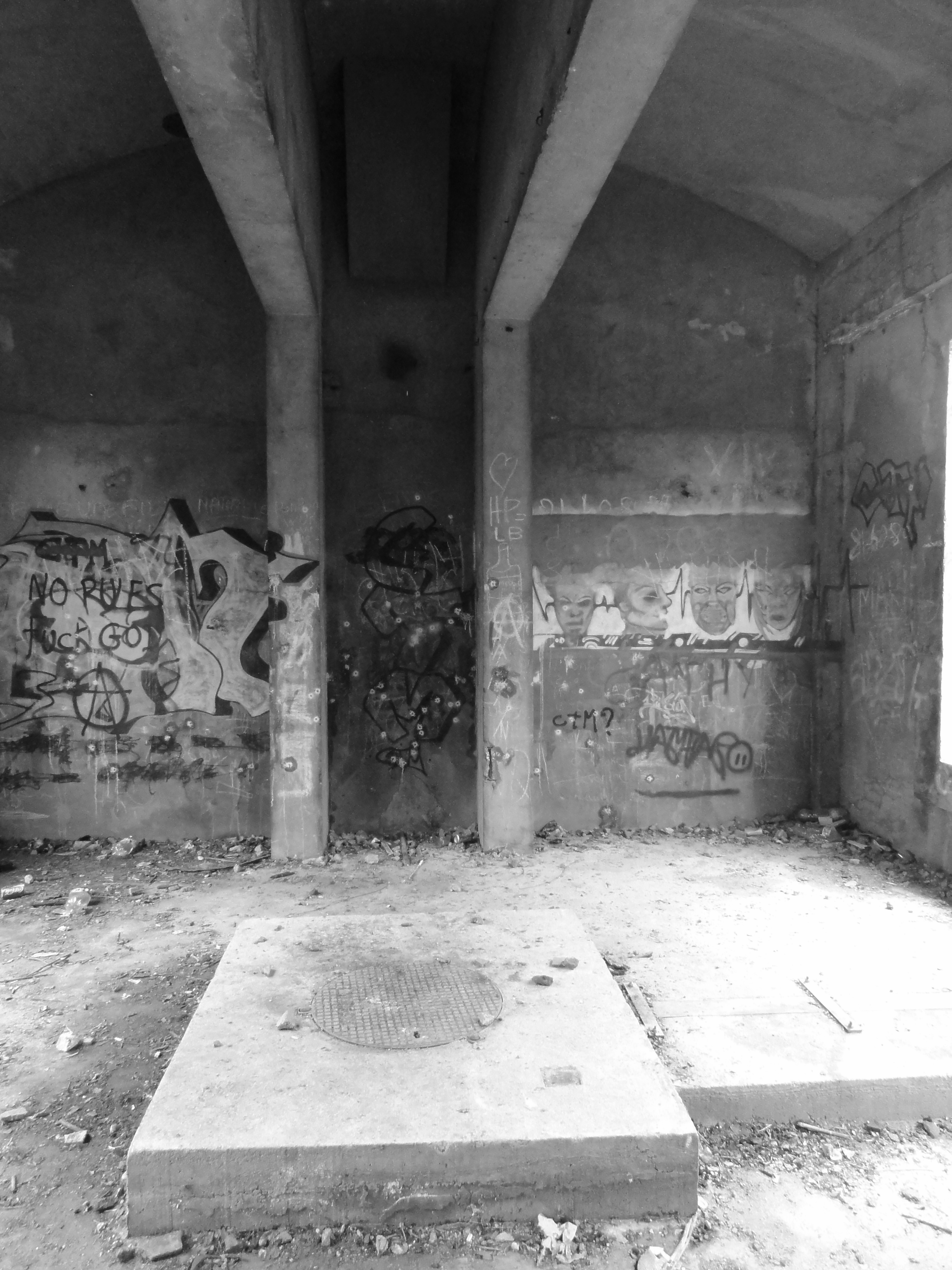
Le puits dans son environnement.
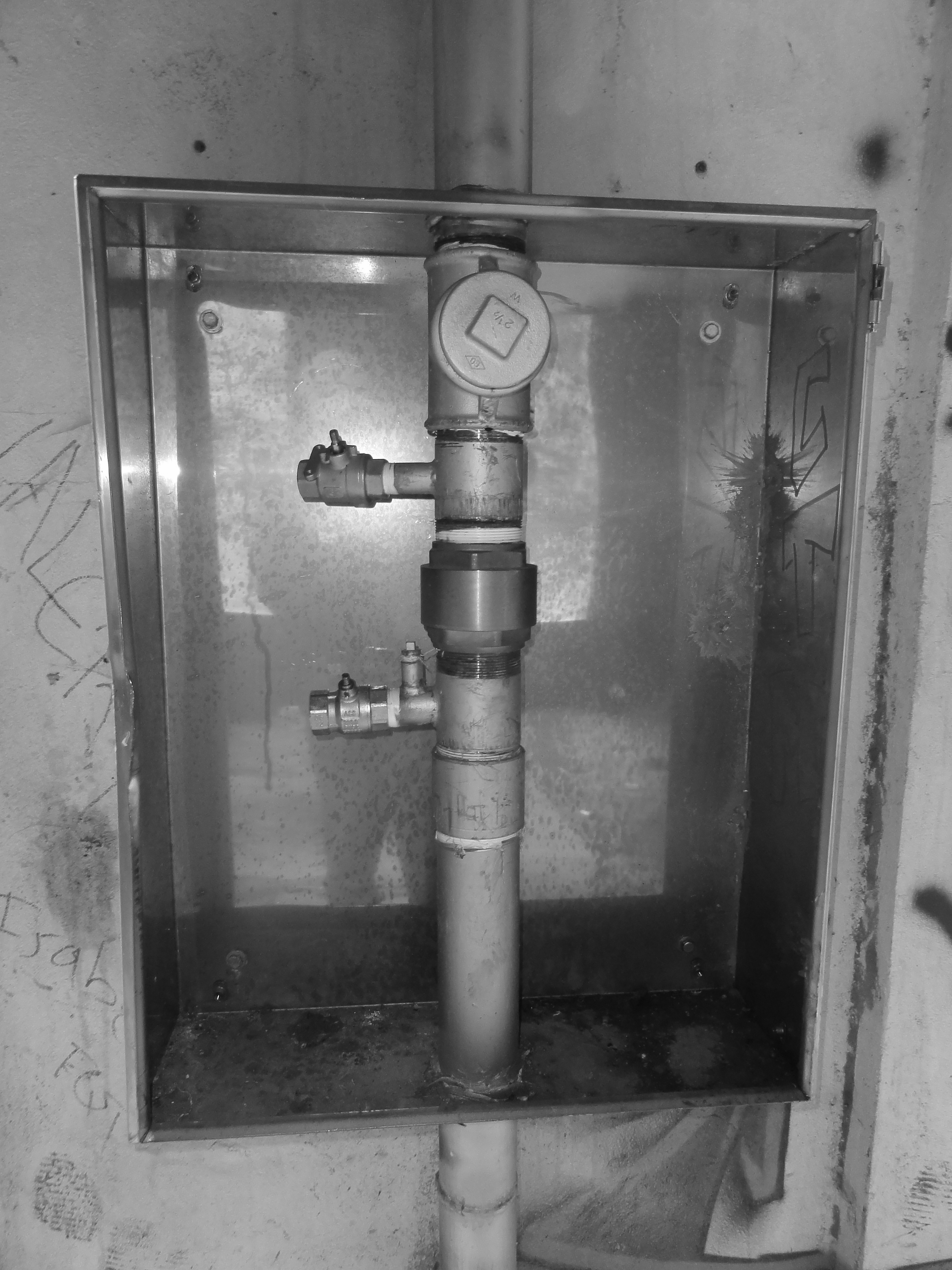
La vanne de l'exutoire de grisou
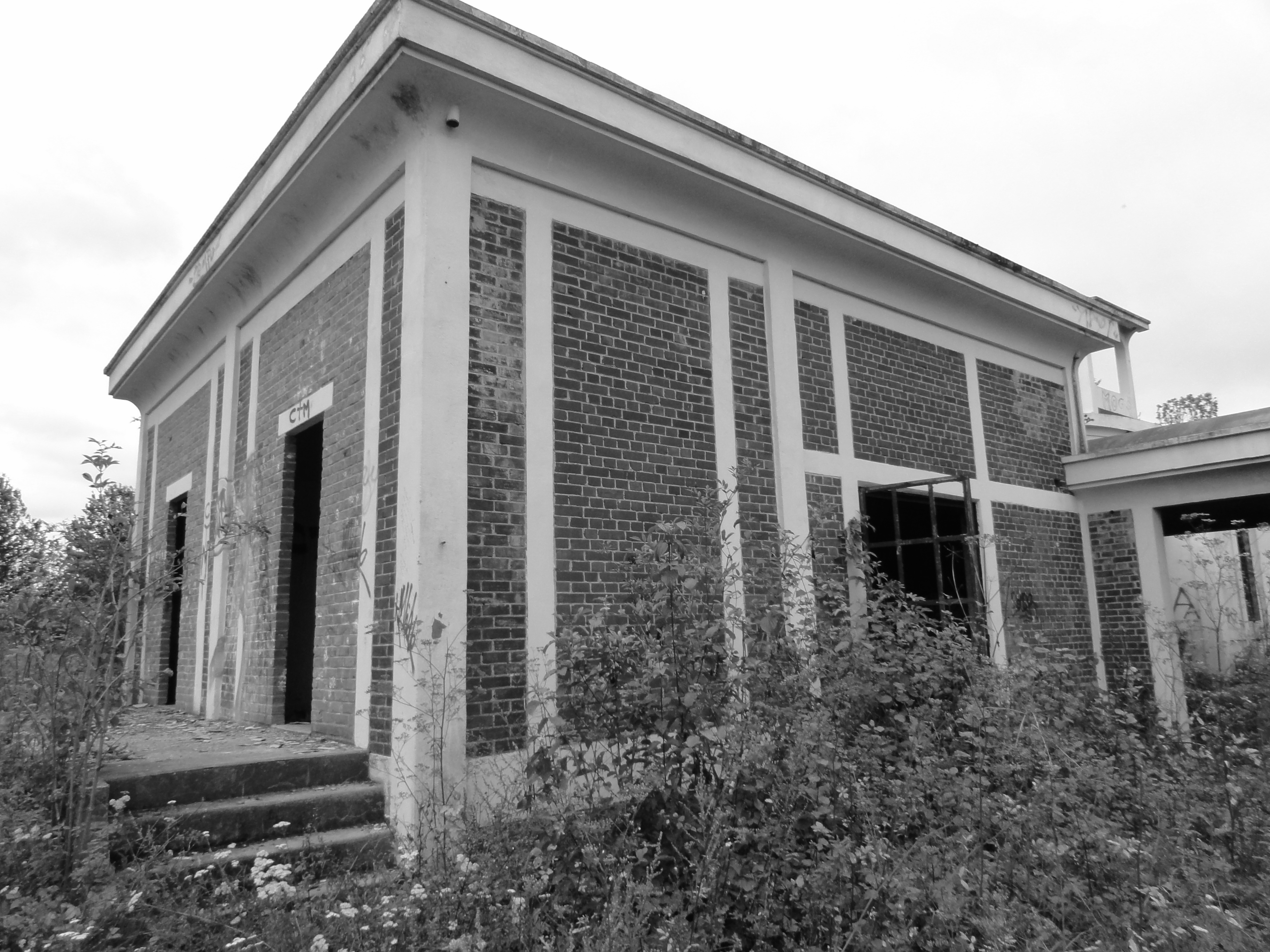
Les locaux.
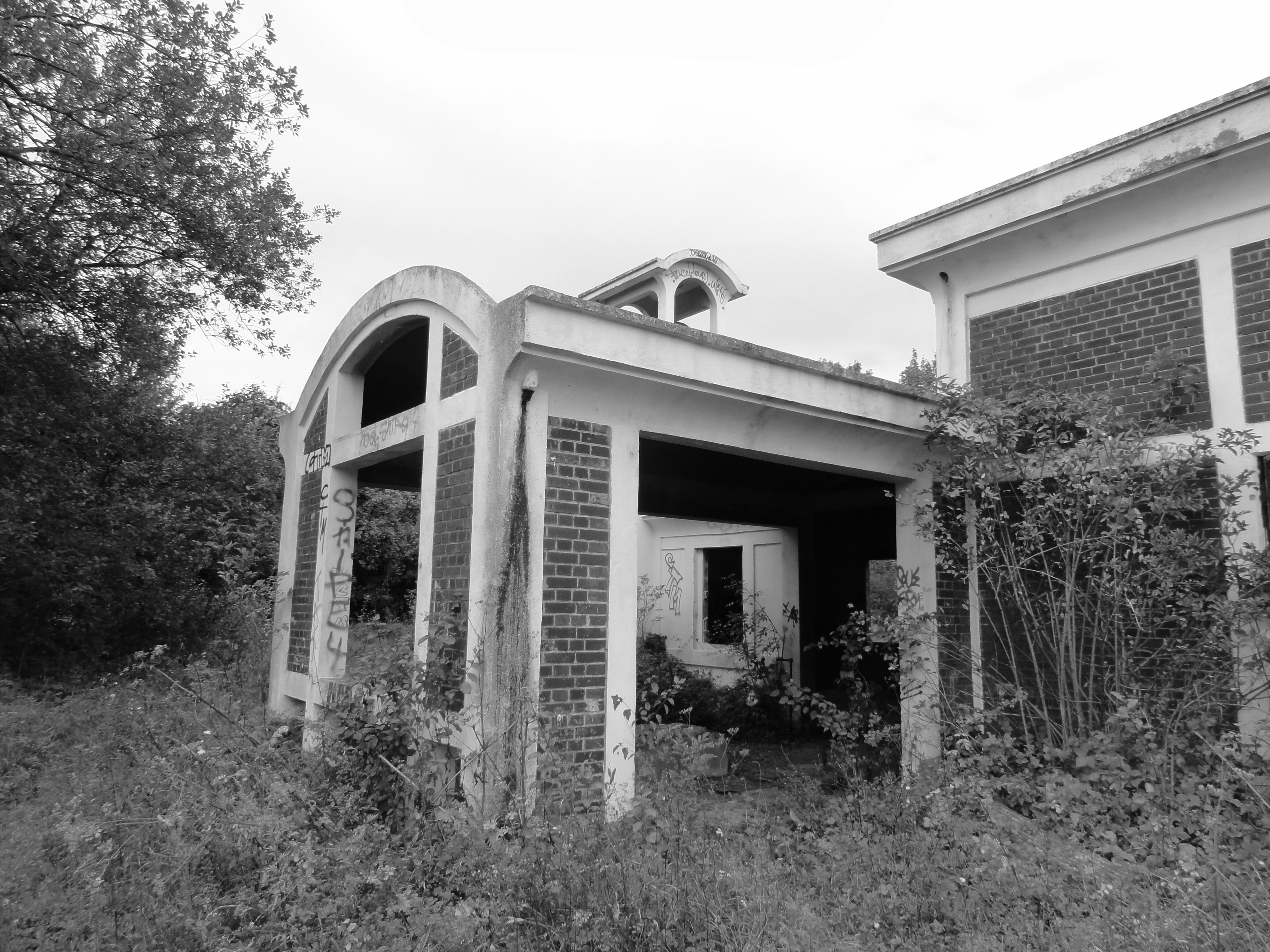
Les ailes.
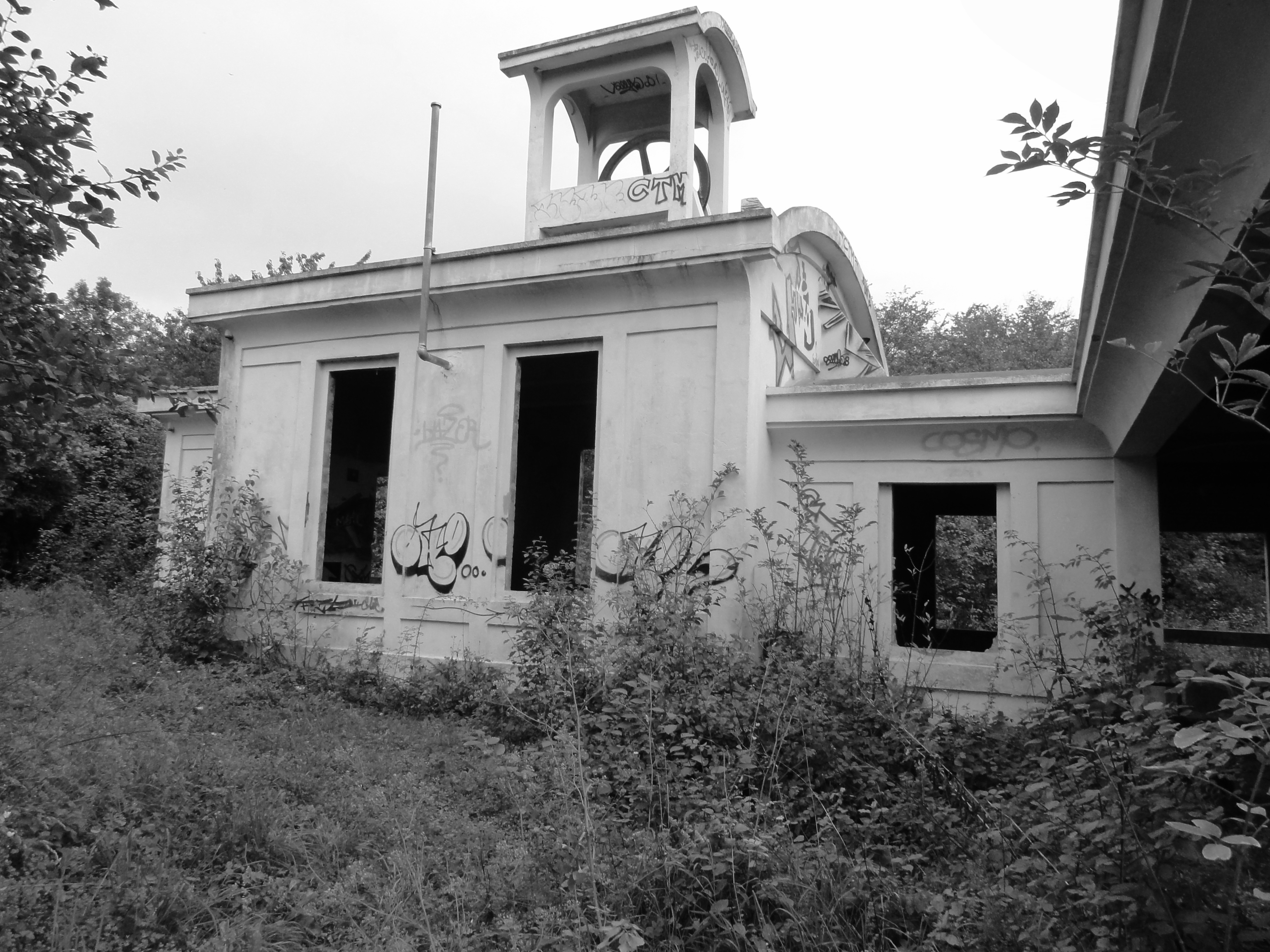
Le chevalement.

## Le terril

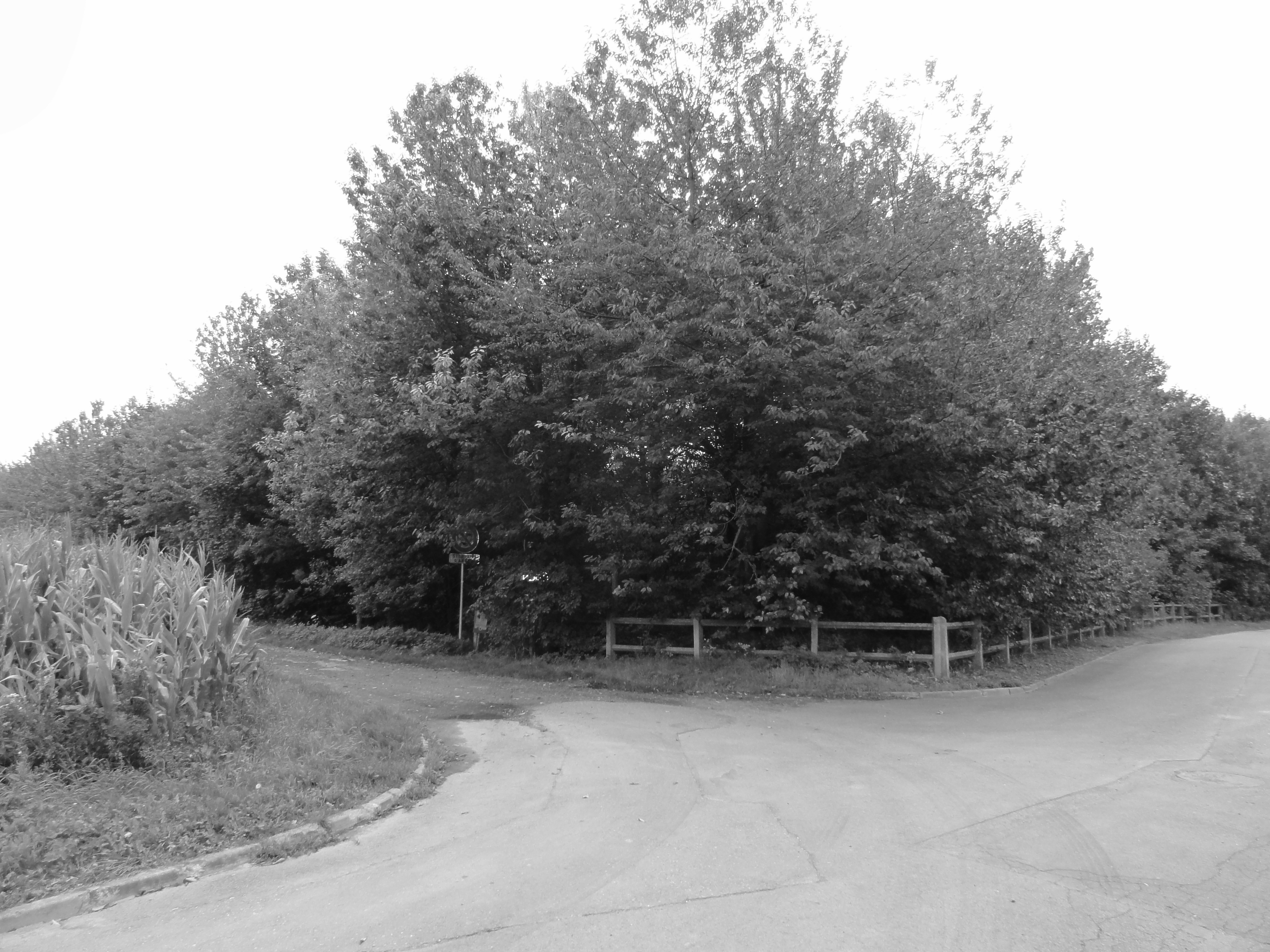
Le terril 13 bis de Lens.

50° 28′ 45″ N, 2° 49′ 13″ E
Le terril no 67, 13 bis de Lens, situé à Bénifontaine, est le terril plat de la fosse no 13 bis des mines de Lens. Il a été édifié par les déblais retirés lors du fonçage du puits,.

## La cité

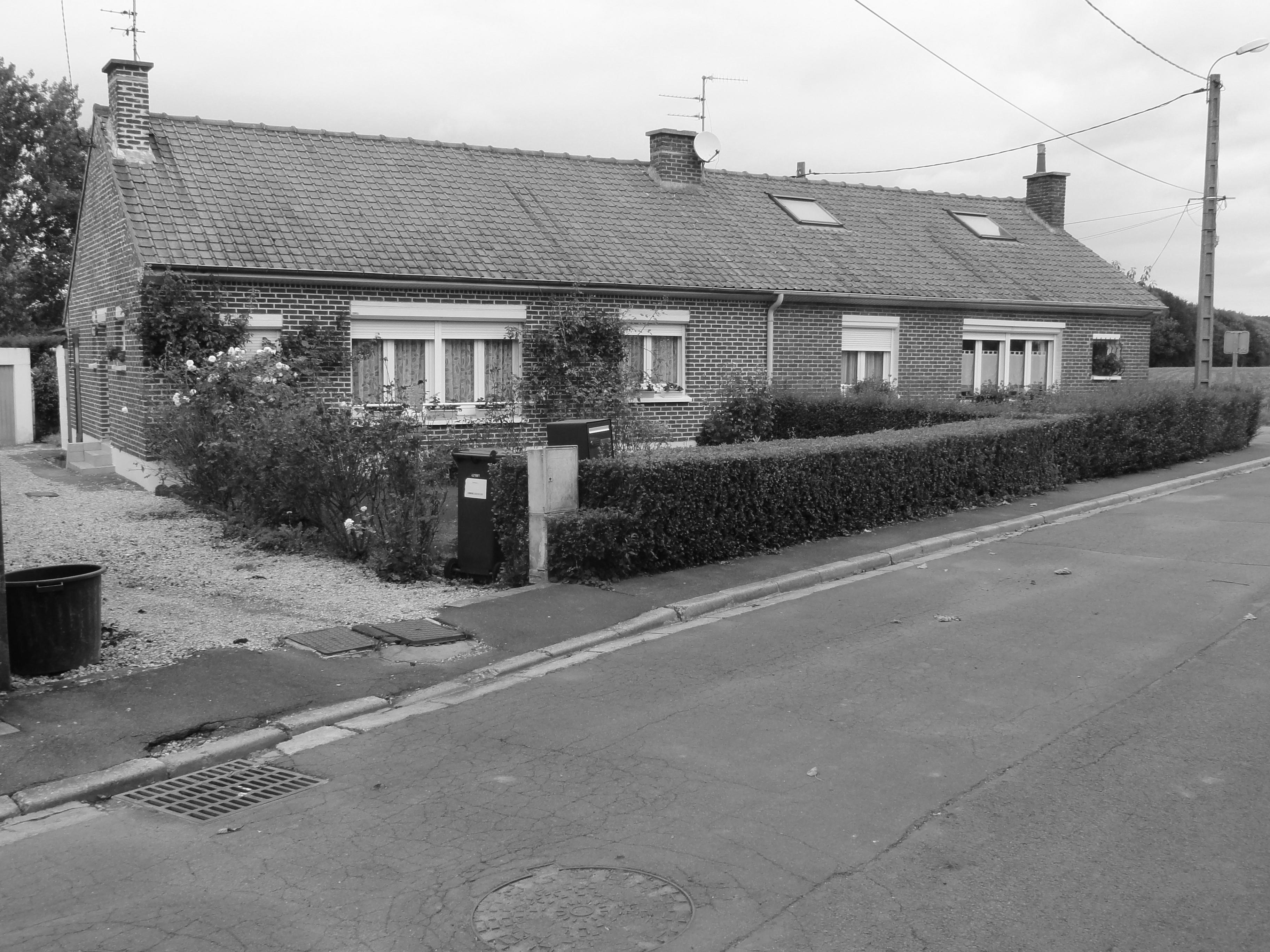
Une des maisons.

Trois maisons constituées de deux habitations ont été bâties au nord-ouest de la fosse.